# Tuonela
Tuonela er navnet på dødsriget i finsk mytologi. Det svarer til Hades i Græsk mytologi. Andre navne for Tuonela er Tuoni, Manala og Mana.
Tuonela kendes primært fra det finske nationalepos Kalevala. I den 16. af Kalevalas sange, Väinämöinen, rejser en shamanistisk helt til Tuonela for at lære om de døde. På rejsen møder han færgemanden (svarende til Charon), en pige, Tuonen tytti, eller Tuonen piika (dødens pige) der bringer ham over Tuonis flod. På Tuonis ø får han dog ikke den magi han søgte, og det lykkes ham kun med nød og næppe at slippe væk igen. Herefter forbander han enhver der forsøger at komme til Tuonela i live.
Tuonela bruges som den finske oversættelse af det græske ord ᾍδης (Hades) i finske bibler. I kristendommen fortolkes det ofte som hvilestedet for de døde før dommedag.
Komponisten Jean Sibelius har skrevet et berømt tonedigt kaldet Tuonela-svanen.
| Nordisk mytologi | Spire Denne artikel om nordisk religion og mytologi er en spire som bør udbygges. Du er velkommen til at hjælpe Wikipedia ved at udvide den. |